# Abadía de María Auxilio de los Cristianos (Belmont)
La Abadía de María Auxilio de los Cristianos o simplemente Antigua Catedral de Belmont (en inglés:  Abbey of Mary Help of Christians) Es un pequeño monasterio de monjes benedictinos y Basílica católica en la ciudad de Belmont, Condado de Gaston, Carolina del Norte, fuera de Charlotte, en Estados Unidos.
La abadía fue fundada en 1876 por la Archivaya de San Vicente en Latrobe, Pensilvania, y es la casa matriz de la Abadía de San Leo en Tampa, Florida, así como de la Abadía María Madre en Richmond, Virginia. Los monjes también son los benefactores del Belmont Abbey College, una escuela de arte liberal católica de cuatro años.
De 1910 a 1977, la abadía de Belmont fue una abadía territorial, ejerciendo algunas funciones de una diócesis. La catedral de la abadía de Belmont fue construida entre 1892 y 1894, bajo plan cruciforme grande, con ladrillos en el estilo del renacimiento gótico. Tiene un tejado empinado y la fachada delantera ofrece dos torres del tamaño desigual. 
La catedral fue incluida en el Registro Nacional de Lugares Históricos en 1973. 

## Véase también

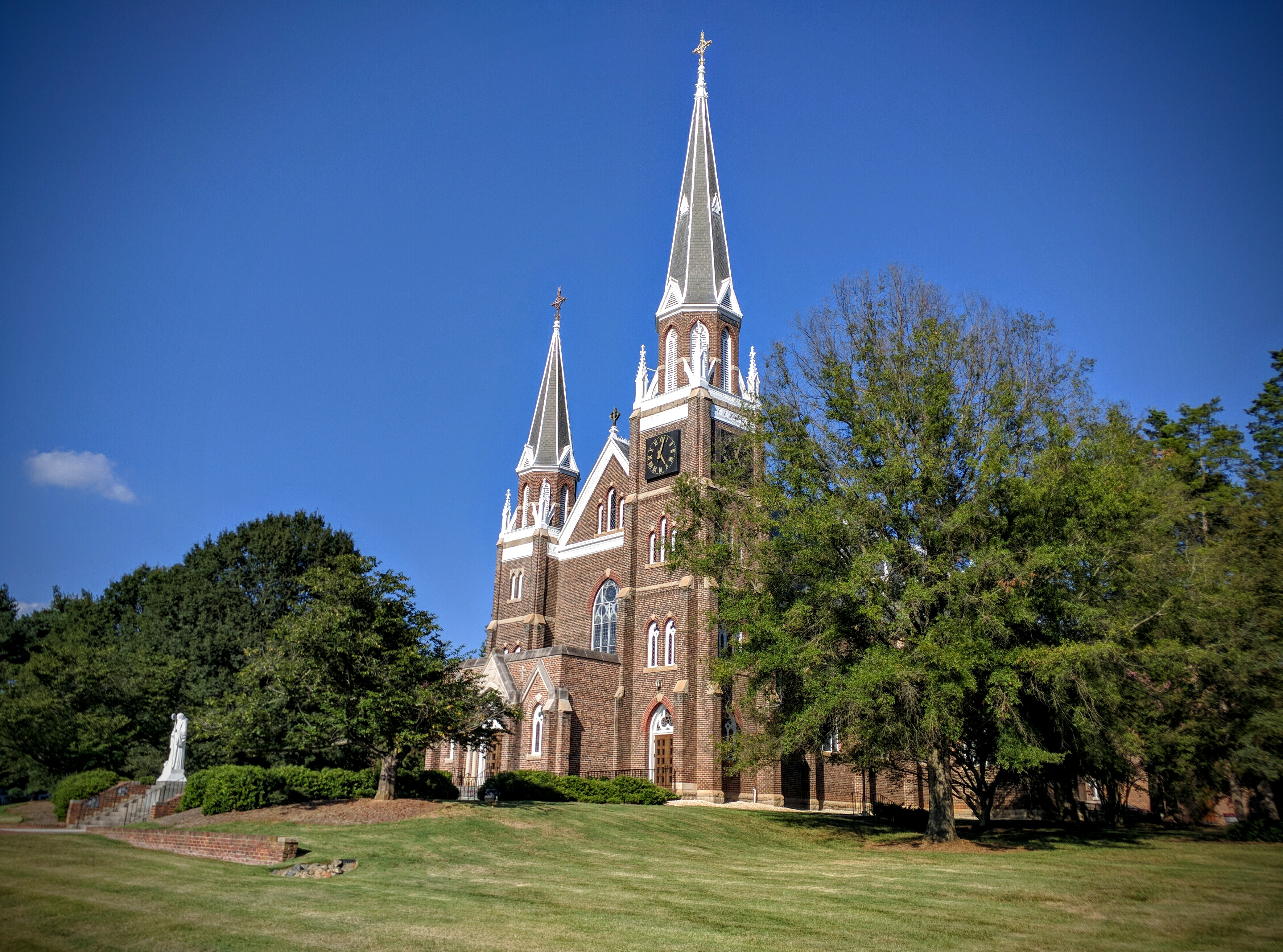
Otra vista del templo